# ساندي كيث
ساندي كيث (بالإنجليزية: Sandy Keith)‏ هو محامي وقاضي وسياسي أمريكي، ولد في 22 نوفمبر 1928 في روشستر في الولايات المتحدة. حزبياً، نشط في حزب العمال المزارعين الديمقراطيين في مينيسوتا والحزب الديمقراطي. وقد انتخب عضو مجلس ولاية مينيسوتا.